# Триада Карнея
Триада Карнея — редкий, не являющийся наследственным синдром неизвестной этиологии, харакатеризующийся поражением преимущественно лиц женского пола в молодом возрасте с развитием множественных опухолей в нескольких органах (как правило, гастроинтестинальная стромальная опухоль желудка, хондрома или гамартохондрома лёгкого и экстраадреналовая параганглиома).

## История
В 1977 году американский патологоанатом Дж. Айдан Карней с соавторами впервые опубликовал наблюдения, касающиеся сочетания трёх редких опухолей — лейомиосаркомы желудка, функционирующей экстраадреналовой параганглиомы и хондромы лёгких у 2 больных, а также ассоциации 2 из 3 опухолей у 2 других пациентов. При анализе мировой медицинской литературы авторам удалось обнаружить такое сочетание ещё в 3 случаях. К 1983 году в медицинской литературе были опубликованы сообщения уже о 24 случаях подобной триады. В связи с тем, что случайное сочетание перечисленных достаточно редких опухолей у молодых пациенток женского пола маловероятно, а мультицентрический рост для таких опухолей нехарактерен, были основания сделать вывод, что такая триада является отдельным синдромом, в дальнейшем получившим название триады Карнея (Carney Triad). К 1999 году Карней собрал материал по 79 случаям триады: у 17 (22 %) пациентов триада была полной, а у 62 (78 %) в наличии были только две опухоли из трёх. На 2011 год в мировой медицинской литературе описаны 104 случая триады Карнея, из которых 22 являются полными.

## Эпидемиология
Триады Карнея в 85—88 % случаев выявляется у молодых женщин и детей, возникает в возрасте до 30 лет в 82 % случаев, а после 40 лет — в 6 %. Самый ранний возраст, в котором было диагностировано первое новообразование из триады Карнея, — 7 лет, самым поздним является 48 лет. В 65 % случаев изначально возникает одна опухоль, реже обнаруживаются сразу 2 или 3 новообразования (в 34 и в 1 % случаев соответственно). Временной промежуток между возникновением первой и второй опухоли может быть довольно длительным — до 26 лет, составляя в среднем 8,4 года. Третье новообразование проявляется в среднем через 5,9 года.
Помимо основных составляющих триады Карнея (гастроинтестинальная стромальная опухоль желудка, хондрома или гамартохондрома лёгких и экстраадреналовая
параганглиома) у 13—20 % пациентов также могут выявляться аденомы коры надпочечников, у 9 % — лейомиомы пищевода, у 9 % — стромальные опухоли двенадцатиперстной кишки.
Наиболее часто встречающейся опухолью в составе триады является гастроинтестинальная стромальная опухоль желудка (99 %), второй по частоте — хондрома лёгких (76 %), параганглиомы встречаются у 47 % пациентов с триадой Карнея.

## Клиническая картина
Клинические проявления опухоли в среднем начинают манифестировать за 6,7 года до постановки диагноза и соответствуют симптоматике новообразований, входящих в триаду.
Клиническая картина гастроинтестинальной стромальной опухоли желудка проявляется анемией, рвотой «кофейной гущей», меленой, реже — болью в эпигастральной области, тошнотой, иногда внутрибрюшным кровотечением.
Хондрома (гамартохондрома) лёгкого, как правило, не имеет клинических проявлений и является случайной рентгенологической находкой.
Клиническая картина параганглиомы обусловлена избытком катехоламинов и проявляется артериальной гипертензией (у 50 % пациентов), а также наличием объёмного образования в области шеи, средостения или брюшной полости.